# Milton (Karolina Północna)
Milton – miasto w Stanach Zjednoczonych, w stanie Karolina Północna, w hrabstwie Caswell.